# Gavin Henson
Gavin Lloyd Henson (Bridgend, 1º febbraio 1982) è un ex rugbista a 15 britannico, che giocava nel ruolo di tre quarti centro. A livello internazionale vanta 33 apparizioni con il Galles ed una con i British Lions durante il tour del 2005 in Nuova Zelanda.